# Гранит Джака
Гранит Джака (на албански: Granit Xhaka) е швейцарски футболист от албански произход. Играе като полузащитник за Съндърланд и националния отбор на Швейцария.

## Личен живот
Джака е роден в Базел, в семейство на косовски албанци. Има по-голям брат - Таулант, който играе за Албания.

## Клубна кариера

### Базел
Джака е в школата на Базел от 10-годишна възраст. Определян е за най-големия талант в швейцарския футбол.
Прави дебюта си за първия отбор през сезон 2010/11. Първият мач, в който взима участие, е гостуване на унгарския Дебрецен от квалификациите за Шампионската лига 2010/11, като секунди преди края на мача отбелязва и първия си гол. Базел печели мача с 2 - 0. Първият си гол в първенството бележи срещу Тун. В края на сезона става шампион. По-късно печели и купата на страната, печелейки дубъл.

### Борусия Мьонхенгладбах
На 18 май 2012 Базел обявява, че Джака ще се присъедини към немския Борусия Мьонхенгладбах. Сумата по трансфера е €8.5 милиона евро.
Първият мач на Джака за Борусия е за Купата на Германия срещу Алемания Аахен. Три дни по-късно прави дебюта си за Борусия в европейските клубни турнири, при домакинската загуба с 1 - 3 от Динамо Киев в квалификациите за Шампионската лига 2012/13. На 25 август прави дебюта си и в Бундеслигата при домакинската победа с 2 - 1 срещу Хофенхайм. Отбелязва първия си гол срещу Нюрнберг.
През втория си сезон в клуба играе в 29 мача, като отборът завършва на 6-о място в крайното класиране.
През сезон 2014/15 играе във всичките 34 мача в първенството, помагайки на отбора да завърши на трето място и да се класира за Шампионската лига 2015/16.
На 30 септември 2015 прави дебюта си за Борусия в груповата фаза на Шампионската лига при домакинската загуба на Борусия с 1 - 2 от Манчестър Сити.

## Национален отбор
Джака е капитан на младежкия отбор до 17 години, който става световен шампион през 2009.
През следващата година е извикан в отбора до 19 години, като през септември 2010 бележи и първия си гол за него.
На 3 септември 2010 записва първия си мач за отбора до 21 години, който успява да се класира на Европейското първенство до 21 г. през 2011 в Дания. Отборът достига до финала без да допусне гол, но губи от Испания с 2 – 0.
Въпреки че има право да играе и за Албания, Джака избира Швейцария, заявявайки пред албански медии, че Швейцария представлява по-голям интерес за него.
Дебютът му е на 4 юни 2011, на Уембли, в европейска квалификация срещу Англия, като мачът завършва 2 - 2. На 15 ноември 2011 бележи първия си гол за националния отбор - срещу Люксембург, при победа с 1 – 0.
Участва в световните квалификации, като помага на отбора да завърши на първо място в групата си. На световното първенство швейцарският отбор достига до 1/8-финалите, където отпада от Аржентина след продължения.